# Dave Doogan
David Michael Doogan (ur. 4 marca 1973 w Perth) – brytyjski polityk, członek Szkockiej Partii Narodowej. Od 2019 roku poseł do Izby Gmin (z okręgu Angus; w 2024 wybrany z okręgu Angus and Perthshire Glens).